# Немецкая марка
Немецкая марка (нем. Deutsche Mark, сокр. DM, в разговорной речи также D-Mark) — денежная единица Федеративной Республики Германия, выведенная из обращения после перехода на евро в 2002 году. Название происходит от одноимённой единицы измерения массы.

## История

### Введение
После Второй мировой войны Германия была разделена на четыре оккупационные зоны. 20 июня 1948 года в британской, французской и американской оккупационной зоне неожиданно для советской зоны была введена немецкая марка. С этого момента в Германии действовали две разные денежные системы: в западной части немецкая марка, а в восточной оставались в обращении рейхсмарка, рентная марка и марка Союзного военного командования, которые позднее были заменены на новую валюту — марка ГДР.
Проект ввода новой валюты создавался под кодовым названием «Bird dog». Новые банкноты были напечатаны в США и привезены в Германию в апреле 1948 года. В бывшей казарме в Ротвестене под Касселем были собраны специалисты, которые в условиях строжайшей секретности подготовили нужные законы и провели организационную подготовку ввода денег. Выпуск немецкой марки первоначально осуществлялся Банком немецких земель, с 1957 года — Немецким федеральным банком. Она имела хождение с 1948 по 2002 год.
Курс рейхсмарки к немецкой марке для текущих платежей был установлен 1:1. Для обмена денег действовал курс 10:1.
Население получило право поменять 400 рейхсмарок на 40 немецких марок единовременно 21 июня и ещё 200 рейхсмарок на 20 немецких марок в течение двух месяцев. Все деньги, которые до 26 июня 1948 года не были сданы в банки, стали недействительными.
Половина средств на банковских счетах обменивалась по курсу 10:1, вторая половина была заморожена. Согласно Четвёртому закону об упорядочении денежной системы 70 % этой суммы пропала, 20 % стало свободно доступным, остальные 10 % оставались замороженными до 1954 года.
В результате получается эффективный курс 100 рейхсмарок на 6,50 немецких марок.
Пример: 100 ℛℳ → 10 ℳ, из них → 5 ℳ сразу доступны + 5 ℳ заморожены.
Из замороженных денег 5 ℳ → 3,50 ℳ пропали + 1 ℳ доступны + 50 ₰ заморожены до 1954 года.

### Стабильность
Немецкая марка славилась своей стабильностью и считалась «твёрдой валютой». На репутацию этой валюты работало сравнение покупательной способности немецкой марки с другими валютами. Ниже приведена статистика, раскрывающая соотношение стоимости валюты в 1977 году в сравнении с данными 1950 года в следующих странах:
- Великобритания — 18 %
- Япония — 19 %
- Франция — 21 %
- Италия — 22 %
- Швеция — 23 %
- Нидерланды — 27 %
- Бельгия — 35 %
- США — 40 %
- Швейцария — 42 %
- Германия — 44 %

Немецкая марка обесценилась сильно, почти наполовину, что однако меньше (в некоторых случаях значительно меньше), чем валюты других сравниваемых стран. За почти 50 лет — с момента запуска немецкой марки в обращение в 1948 году и до перехода на евро в начале 1999 года — её покупательная способность сократилась почти вчетверо. Средний уровень инфляции за этот период составляет чуть менее 3 %, что выше, чем у евро, который воспринимается как более «мягкая» валюта. Обесценивание немецкой марки объясняется высокими темпами экономического роста, которые часто ведут к росту инфляции.
Вследствие высокого уровня инфляции местных денежных единиц в Косово и Черногории немецкая марка на некоторое время стала официальной валютой. В Косово марка была объявлена законным платёжным средством в сентябре 1999 года. В Черногории марка с 2 ноября 1999 года находилась в обращении параллельно с динаром, а с ноября 2000 года стала единственным законным платёжным средством. Во многих восточноевропейских странах немецкая марка из-за большого спроса считалась неофициальной государственной валютой. Некоторые валюты, например конвертируемая марка в Боснии и Герцеговине и болгарский лев, были «привязаны» к марке по курсу 1:1.
До конца сентября 2005 года по данным Немецкого федерального банка 45 % находившихся в обороте монет ещё не было обменено на евро. Общая стоимость этих монет составляет 7,24 миллиардов марок. Из общего числа находившихся в обороте банкнот на этот момент времени не было обменено около 3 % (7,59 миллиардов марок); большинство из них (76,5 миллионов банкнот) — купюры по 10 марок.
По данным Немецкого федерального банка на конец 2015 года на руках у немцев осталось около 13 млрд марок, что составляет примерно 6,6 млрд евро.

### Отмена
С 1 января 1999 года после перехода на евро немецкая марка перестала быть самостоятельной валютой и находилась в обращении исключительно в качестве недесятично подчинённой ему денежной единицы. Монеты и банкноты оставались законным платёжным средством до 00:00 1 января 2002 года. С этого момента немецкие марки и пфенниги принимаются к обмену на евро и центы без ограничений во времени и без дополнительных расходов в отделениях Бундесбанка, 1 евро = 1,95583 марки. Большинство предприятий торговли и кредитных учреждений, взяв на себя добровольные обязательства, принимали устаревшее платёжное средство и после введения наличных евро вплоть до 28 февраля 2002 года. Отдельные магазины проводят акции по обмену марок на евро в случае приобретения у них товаров.

## Монеты

### Циркуляционные монеты
Текст на обороте: 1948-1949 — Bank deutscher Länder (Банк немецких земель), с 1950 — Bundesrepublik Deutschland (Федеративная республика Германия). Монеты в 2 пфеннига, а также номиналами от 1 марки и выше чеканились только с новым текстом.
| Изображение | Номинал      | Диаметр (мм) | Толщина (мм) | Масса (г)          | Материал             | Даты       | Даты                     | Даты       |
| Изображение | Номинал      | Диаметр (мм) | Толщина (мм) | Масса (г)          | Материал             | введения   | чеканки                  | вывода     |
| ----------- | ------------ | ------------ | ------------ | ------------------ | -------------------- | ---------- | ------------------------ | ---------- |
|             | 1 пфенниг    | 16,5         | 1,38         | 2                  | сталь, плак. медью   | 24.01.1949 | 1948—1950 1966—2001      | 01.01.2002 |
|             | 2 пфеннига   | 19,25        | 1,52         | 3,25               | медь                 | 23.10.1950 | 1950 1958—1968           | 01.01.2002 |
| 2,9         | 2 пфеннига   | 19,25        | 1,52         | сталь, плак. медью | 1968—2001            | 23.10.1950 |                          | 01.01.2002 |
|             | 5 пфеннигов  | 18,5         | 1,7          | 3                  | сталь, плак. латунью | 02.01.1950 | 1949—1950 1966—2001      | 01.01.2002 |
|             | 10 пфеннигов | 21,5         | 1,7          | 4                  | сталь, плак. латунью | 21.05.1949 | 1949—1950 1966—2001      | 01.01.2002 |
|             | 50 пфеннигов | 20           | 1,58         | 3,5                | медь+никель          | 14.02.1950 | 1949—1950 1966—2001      | 01.01.2002 |
|             | 1 марка      | 23,5         | 1,75         | 5,5                | медь+никель          | 18.12.1950 | 1950 1954—2001           | 01.01.2002 |
|             | 2 марки      | 25,5         | 1,79         | 7                  | медь+никель          | 08.05.1951 | 1951                     | 01.07.1958 |
|             | 5 марок      | 29           | 2,07         | 11,2               | серебро-625          | 08.05.1952 | 1951 1956—1961 1963—1974 | 01.08.1975 |
|             | 5 марок      | 29           | 2,07         | 10                 | медь+никель          | 01.02.1975 | 1975—2001                | 01.01.2002 |

### Места чеканки
| Буква | Город    | Период    |
| A     | Берлин   | 1990—2001 |
| D     | Мюнхен   | 1948—2001 |
| F     | Штутгарт | 1948—2001 |
| G     | Карлсруэ | 1948—2001 |
| J     | Гамбург  | 1948—2001 |

### Монеты в 2 марки
Федеральным банком были выпущены 7 монет достоинством 2 марки с портретами государственных деятелей и руководители партий Германии.
| Годы выпуска                  | Изображён на монете                                                          | Автор дизайна монеты            | Реверс | Аверс |
| ----------------------------- | ---------------------------------------------------------------------------- | ------------------------------- | ------ | ----- |
| 1969-1987 (фактически c 1970) | Конрад Аденауэр (1876—1967) первый канцлер послевоенной Германии (1949—1963) | Рейнхарт Хайнсдорфф, Lehen      |        |       |
| 1970-1987 (фактически c 1973) | Теодор Хойс (1884—1963) первый президент послевоенной Германии (1949—1959)   | Карл-Ульрих Нусс, Strümpfelbach |        |       |
| 1979-1993                     | Курт Шумахер (1895—1952) первый руководитель партии (SPD)                    | Ханс-Йоахим Доблер, Валда       |        |       |
| 1988-2001                     | Людвиг Эрхард (1897—1977) канцлер Германии (1963—1966)                       | Франц Мюллер, Мюнхен            |        |       |
| 1990-2001                     | Франц Йозеф Штраус (1915—1988) Бундесминистр, один из лидеров оппозиции      | Эрих Отт, Мюнхен                |        |       |
| 1994-2001                     | Вилли Брандт (1913—1992) канцлер Германии (1969—1974)                        | Хьюбер Клинкель, Вюрцбург       |        |       |

### Памятные монеты 5 и 10 марок
Бундесбанком выпускались памятные монеты достоинством:
- 10 марок — памятные монеты. Они были законным платежным средством, хотя повседневной жизни почти никогда не появлялись. Монеты достоинством в 10 марок выпускались в 1972—2001 годах и были изготовлены сначала из серебра 625 пробы (1972—1998), затем 900 пробы (1998) и 925 пробы (1998—2001). Вес монеты номиналом 10 марок равнялся 15,50 г.
- 5 марок — памятные монеты, в 1952—1979 годах чеканились из серебра 625 пробы (вес 11,20 г), а в 1979—1986 годах — из медно-никелевого сплава.

### Монеты 2001 года
26 июля 2001 года немецкий Бундесбанк выпустил золотую монету 1 марка. 27 декабря 2000 года была выпущена последняя монета 1 немецкая марка. Монета изготовлена из золота 999 пробы и соответствует по внешнему виду обычной монете 1 марка, надпись республика Германия заменена на немецкий Бундесбанк. Монета имеет тираж один миллион штук, её цена — 250 немецких марок.

## Банкноты

### 1-я серия
Первая и вторая серия банкнот выпускались Банком немецких земель. Внешним видом они ориентировались на доллар США.
| 50 пфеннигов |  |        | 112×67 |
| 1 марка      |  |        | 112×67 |
| 2 марки      |  |        | 112×67 |
| 5 марок      |  |        | 112×67 |
| 10 марок     |  |        | 141×67 |
| 20 марок     |  |        | 146×67 |
| 20 марок     |  | 156×67 |        |
| 50 марок     |  |        | 151×67 |
| 50 марок     |  | 156×67 |        |
| 100 марок    |  |        | 156×67 |

### 2-я серия
| 5 пфеннигов  |                                                          |                                                        | 60×40  | 20 августа 1948  |
| 10 пфеннигов |                                                          |                                                        | 60×40  | 20 августа 1948  |
| 5 марок      | Похищение Европы                                         |                                                        | 120×60 | 22 марта 1950    |
| 10 марок     | Аллегорическая группа: работа, справедливость и развитие |                                                        | 141×67 | 13 декабря 1951  |
| 20 марок     |                                                          |                                                        | 146×67 | декабрь 1952     |
| 50 марок     | картина Альбрехт Дюрера в Нюрнберге                      | Портрет на переднем плане, а также мотивы из жизни     | 150×75 | 18 сентября 1951 |
| 100 марок    | Член городского совета Нюрнберга Якоб Мюффел             | Тот же портрет, напротив старой части города Нюрнберга | 160×80 | 16 мая 1951      |

### 3-я серия
| 3-я серия       | 3-я серия         | 3-я серия       | 3-я серия    | 3-я серия         | 3-я серия                                                                                              | 3-я серия                             | 3-я серия       | 3-я серия |
| Изображение     | Изображение       | Номинал (марок) | Размеры (мм) | Основные цвета    | Описание                                                                                               | Описание                              | Описание        |           |
| Лицевая сторона | Оборотная сторона | Номинал (марок) | Размеры (мм) | Основные цвета    | Лицевая сторона                                                                                        | Оборотная сторона                     | Дата печати     |           |
| --------------- | ----------------- | --------------- | ------------ | ----------------- | --- | ------------------------------------- | --------------- | --------- |
|                 |                   | 5               | 120x60       | светло-зелёный    | портрет венецианки (по мотивам одноимённой картины Дюрера)                                             | дубовые листья                        | 6 мая 1963      |           |
|                 |                   | 10              | 130x65       | серо-голубой      | портрет молодого человека (по мотивам одноимённой картины Дюрера)                                      | Горх Фок II                           | 21 октября 1963 |           |
|                 |                   | 20              | 140x70       | зелёный           | портрет нюрнбергской патрицианки Эльсбет Тухер (по мотивам картины Дюрера)                             | Скрипка и Кларнет                     | 10 февраля 1961 |           |
|                 |                   | 50              | 150x75       | коричневый        | мужской портрет (по мотивам картины неизвестного мастера «Мужчина с ребёнком»)                         | Голштинские ворота в Любеке           | 18 июня 1962    |           |
|                 |                   | 100             | 160x80       | синий             | портрет космографа Себастиана Мюнстера (по мотивам картины Христофа Амбергера)                         | Орёл                                  | 26 февраля 1962 |           |
|                 |                   | 500             | 170x85       | красно-коричневый | мужской портрет (по мотивам «Портрета безбородого мужчины» немецкого художника Ганса из Шваца)         | Замок Эльц                            | 26 апреля 1965  |           |
|                 |                   | 1000            | 180x90       | коричневый        | портрет математика и астронома Иоганна Шёнера (по мотивам одноимённой картины Лукаса Кранаха Старшего) | Кафедральный собор в Лимбурге-на-Лане | 27 июля 1964    |           |

### 4-я серия
| 4-я серия   | 4-я серия   | 4-я серия          | 4-я серия    | 4-я серия         | 4-я серия                                                                         | 4-я серия | 4-я серия                                         | 4-я серия |
| Изображение | Изображение | Номинал (в марках) | Размеры (мм) | Основной цвет     | Описание                                                                          | Описание | Описание                                          |           |
| Аверс       | Реверс      | Номинал (в марках) | Размеры (мм) | Основной цвет     | Аверс                                                                             | Реверс | Дата печати                                       |           |
| ----------- | ----------- | ------------------ | ------------ | ----------------- | --------------------------------------------------------------------------------- | --- | ------------------------------------------------- | --------- |
|             |             | 5                  | 122x62       | жёлто-зелёный     | писательница Беттина фон Арним                                                    | Бранденбургские ворота                                                                                         | 27 октября 1992                                   |           |
|             |             | 10                 | 130x65       | сине-фиолетовый   | математик, астроном и физик Карл Фридрих Гаусс                                    | Секстант | 16 апреля 1991                                    |           |
|             |             | 20                 | 138x68       | зелёный           | поэтесса Аннетте Дросте-Хюльсхофф                                                 | Перо | 30 марта 1992                                     |           |
|             |             | 50                 | 146x71       | коричневый        | архитектор Йоганн Бальтазар Нейман                                                | Здание вюрцбургского Дворца-резиденции и чертёж церкви бенедиктинского аббатства в Нересхайме в осевом сечении | 30 сентября 1991 (с голограммой — 2 февраля 1998) |           |
|             |             | 100                | 154x74       | синий             | композитор и пианистка Клара Шуман                                                | Рояль | 1 октября 1990 (с голограммой — 1 октября 1997)   |           |
|             |             | 200                | 162x77       | красно-оранжевый  | врач, лауреат Нобелевской премии Пауль Эрлих                                      | Микроскоп | 1 октября 1990 (с голограммой — 1 октября 1997)   |           |
|             |             | 500                | 170x80       | алый              | натуралист и художница Мария Сибилла Мериан                                       | Одуванчик лекарственный                                                                                        | 27 октября 1992                                   |           |
|             |             | 1000               | 178x83       | красно-коричневый | учёные-филологи и сказочники братья Гримм, портрет работы Элизабет Йерихау-Бауман | «Словарь немецкого языка» братьев Гримм и Старая библиотека в Берлине                                          | 27 октября 1992                                   |           |

## Курс к доллару
Курс немецкой марки к доллару достиг своего исторического пика 19 апреля 1995 года, когда один доллар США стоил 1,3620 марки (в пересчёте 1 € = 1,4360 $).
Самый низкий курс немецкой марки к доллару пришёлся на период с 3 по 9 апреля 1956 года, когда один доллар стоил 4,2161 марок (в пересчёте 1 € = 0,4639 $).